# Островная T
Ꞇ, ꞇ (островная T) — буква расширенной латиницы, форма буквы T, используемая в островном пошибе и в качестве фонетического символа.

## Использование в фонетике
Использовалась в корнской орфографии Уильяма Прайса для обозначения звука [θ].
Также использовалась в варианте Африканского эталонного алфавита 1982 года Михаэля Манна и Дэвида Долби.

## Кодировка
Заглавная и строчная формы буквы были закодированы в блоке Юникода «Расширенная латиница — D» (англ. Latin Extended-D) в версии 5.1 (апрель 2008) под кодами U+A786 и U+A787.